# Vincent du Vigneaud

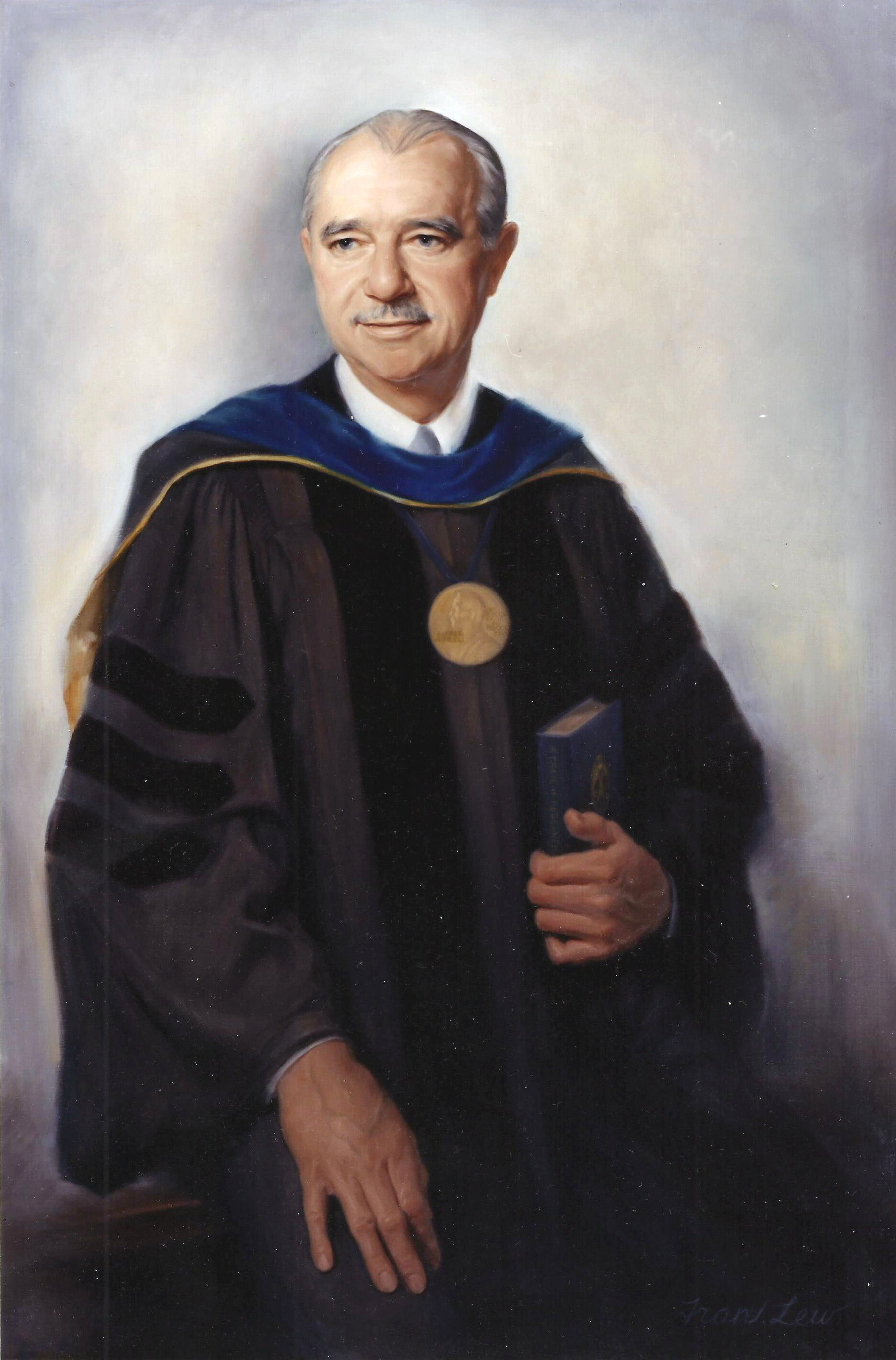
Vincent du Vigneaud

Vincent du Vigneaud (* 18. Mai 1901 in Chicago, Illinois; † 11. Dezember 1978 in White Plains, NY) war ein US-amerikanischer Biochemiker.
Er isolierte, analysierte und synthetisierte die Hypophysen-Hinterlappenhormone Oxytocin und Vasopressin und erhielt im Jahre 1955 den Nobelpreis für Chemie für seine Arbeiten über die biochemisch bedeutsamen Schwefelverbindungen, insbesondere für die erste Synthese eines Polypeptidhormons (Oxytocin).

## Leben
Vincent du Vigneaud wurde 1901 in Chicago geboren. Sein Studium absolvierte er ab 1918 an der University of Illinois at Urbana-Champaign und ging 1926 als wissenschaftlicher Mitarbeiter an die Johns Hopkins University in Rochester. Dort wurde er 1927 promoviert. 1932 erfolgte seine Berufung als ordentlicher Professor für Biochemie an die Washington University in St. Louis. Vigneaud leitete ab 1938 die biochemische Abteilung der Cornell University am Medical College (Ithaca, New York), wo er 1967 emeritiert wurde. Er starb 1978 in White Plains im Bundesstaat New York.

## Werk
Zu Beginn seiner Forschung beschäftigte sich Vincent du Vigneaud mit dem Aufbau des Insulins und vor allem mit dem darin enthaltenen Schwefel. Er erkannte 1936 an der Art der spezifischen Disulfidbrücken, dass der Schwefel aus der Aminosäure Cystin stammte. Ab 1937 konzentrierte er sich auf das Biotin, das er als Vitamin H identifizierte und dessen Struktur er vollständig aufklärte. Die erste Synthese des Biotins gelang ihm 1942. Ein weiteres Arbeitsfeld stellten die schwefelhaltigen Aminosäuren L-Cystein und L-Methionin dar, deren Austauschbarkeit im Metabolismus er erklären konnte. So kann L-Methionin aus L-Cystein synthetisiert werden und umgekehrt auch L-Cystein aus L-Methionin.
1946 gelang einem von ihm geleiteten Team der letzte Schritt in der Synthese von künstlichem Penicillin (Penicillin G), als Höhepunkt einer internationalen Forschungsanstrengung vieler Gruppen.
In den 1950er-Jahren konzentrierte sich Vincent du Vigneaud schließlich auf die Hormone des Hypophysen-Hinterlappens. 1953 gelang ihm die Isolation des Oxytocins. Oxytocin wirkt auf die glatte Muskulatur der Gebärmutter und erzeugt die Wehen bei der Geburt. Es regt außerdem den Milchfluss aus der Milchdrüse in die Brustwarzen an. Er ermittelte die Aminosäuresequenz und konnte die Ringstruktur des Peptidmoleküls vollständig künstlich synthetisieren. Auch ein zweites Hormon der Hypophyse, das Vasopressin, isolierte er und klärte dessen Struktur auf.

## Ehrungen und Mitgliedschaften
- Mitglied der National Academy of Sciences (1944)
- Mitglied der American Philosophical Society (1944)[3]
- Mitglied der American Academy of Arts and Sciences (1948)[4]
- Albert Lasker Award for Basic Medical Research (1948)
- Chandler Medal der Columbia University (1955)
- Willard Gibbs Medal der American Chemical Society (1956).
- Ehrendoktorwürde der Universitäten New York und Yale (1955) sowie der University of Illinois (1960)
- Ehrenmitgliedschaft in der Royal Society of Edinburgh
- Ehrenmitgliedschaft in der Chemical Society und dem Royal Institute of Chemistry, London.
- Mitgliedschaft im Board of Trustees am Rockefeller Institute und am National Institute of Arthritis and Metabolic Diseases.

Ihm zu Ehren ist der Vincent du Vigneaud Award für Wissenschaftler in der Mitte ihrer Karriere in Peptidforschung der American Peptide Society benannt.